# Chajarí

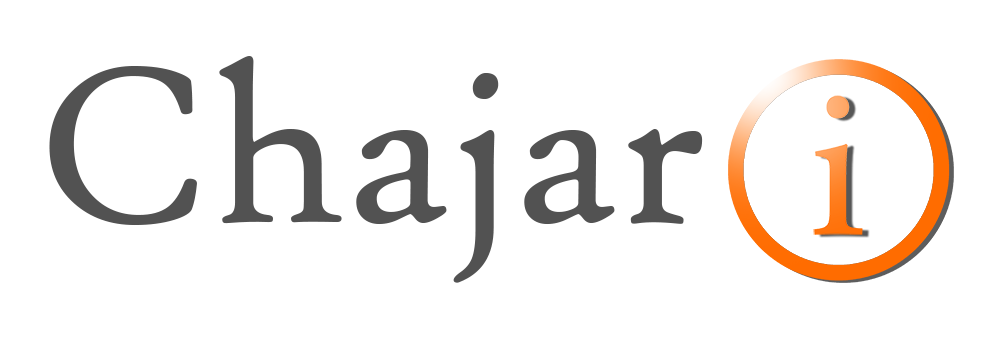
Tourist Information Chajarí City, Entre Rios, Argentina.

Chajarí est une ville de la province d'Entre Ríos en Argentine, située à l'extrémité nord-est de la province.
- Ville Municipalité Chajarí
- Informations Touristiques Chajarí City, Entre Rios, en Argentine